# Zeugophora nepalica
Zeugophora nepalica es una especie de coleóptero de la familia Megalopodidae.

## Distribución geográfica
Habita en Nepal.